# Département de Mártires
Le département de Mártires est une des 15 subdivisions de la province de Chubut, en Argentine. Son chef-lieu est la localité de Las Plumas.
Le département a une superficie de 15 445 km2.

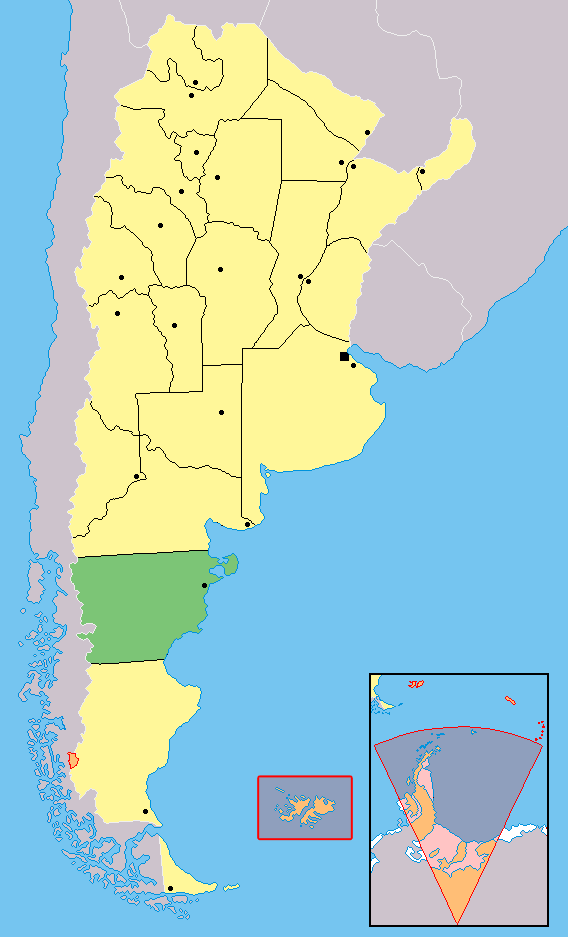
Localisation de la province de Chubut.

## Population
Sa population était de 977 habitants, selon le recensement de 2001. Selon les résultats provisoires du recensement de 2010 publiés par l'INDEC argentin, en 2010, il avait 774 habitants, ce qui représente une chute importante.

## Localités
- Las Plumas
- El Mirasol